# Plateau United
Plateau United Football Club of Jos – nigeryjski klub piłkarski, grający w pierwszej lidze, mający siedzibę  w mieście Dżos.

## Historia
Klub został założony w 1975 roku. W swojej historii klub trzykrotnie grał w finale Pucharu Nigerii. W 1993 roku przegrał w nim 0:1 z BCC Lions FC, a w 1998 roku po serii rzutów karnych (2:3, w meczu 0:0) z Wikki Tourists. Z kolei w 1999 roku zdobył krajowy puchar, dzięki zwycięstwu 1:0 w finale z Iwuanyanwu Nationale. 
W 2017 po raz pierwszy w historii klubu zdobył mistrzostwo Nigerii.

## Stadion
Domowe mecze klub rozgrywa na stadionie o nazwie Rwang Pam Stadium w Dżos, który może pomieścić 15000 widzów.

## Sukcesy
- Nigeria Premier League:

mistrzostwo (1): 2017
- Puchar Nigerii:

zwycięstwo (1): 1999
finalista (2): 1993, 1998

## Występy w afrykańskich pucharach
| Sezon     | Rozgrywki                 | Runda    | Kraj     | Klub                     | Dom | Wyjazd | Dwumecz |
| --------- | ------------------------- | -------- | -------- | ------------------------ | --- | ------ | ------- |
| 2000      | Puchar Zdobywców Pucharów | 1        | Kongo    | Étoile du Congo          | 3–2 | 0–1    | 3–3     |
| 2018      | Liga Mistrzów             | wstępna  | Kamerun  | Eding Sport FC           | 3–0 | 1–0    | 4–0     |
| 2018      | Liga Mistrzów             | 1        | Tunezja  | Étoile Sportive du Sahel | 1–0 | 2–4    | 3–4     |
| 2018      | Puchar Konfederacji       | 2        | Algieria | USM Algier               | 2–1 | 0–4    | 2–5     |
| 2020/2021 | Liga Mistrzów             | wstępna  | Tanzania | Simba SC                 | 0–1 | 0–0    | 0–1     |
| 2022/2023 | Liga Mistrzów             | wstępna  | Gabon    | AS Stade Mandji          | 1–0 | 2–2    | 3–2     |
| 2022/2023 | Liga Mistrzów             | 1        | Tunezja  | Espérance Tunis          | 2–1 | 0–1    | 2–2     |
| 2022/2023 | Puchar Konfederacji       | play-off | Libia    | Al Akhdar SC             | 4–1 | 0–3    | 4–4     |

## Reprezentanci kraju grający w klubie
Stan na maj 2023.
| - Sunday Adetundji - Abiodun Agunbiade - Dele Ajiboye - Jude Aneke - Raphael Ayagwa - Celestine Babayaro - Yaro Bature - Stanley Dimgba - Greg Etafia - Benedict Idahor - Lucky Idahor - Papa Idris - Daniel Itodo - Francis Kumbur - Solomon Kwambe - Samuel Mathias - Seth Mayi - Eneji Moses - Ibrahim Mustapha - Denis Nya | - Joshua Obaje - John Obi Mikel - Victor Obinna - Christian Obodo - Okiemute Odah - Wole Odegbami - Stanley Okoro - Femi Oladapo - Seyi Olajengbesi - Sikiru Olatunbosun - Harrison Omokoh - Uche Onwuansanya - Zulkifilu Rabiu - Sunday Rotimi - Rafiu Salahudeen - Terna Suswam - Duke Udi - Kabiru Umar - Fatai Yekini - Junior Salomon |